# 1832
1832 (MDCCCXXXII) byl rok, který dle gregoriánského kalendáře započal nedělí.

## Události

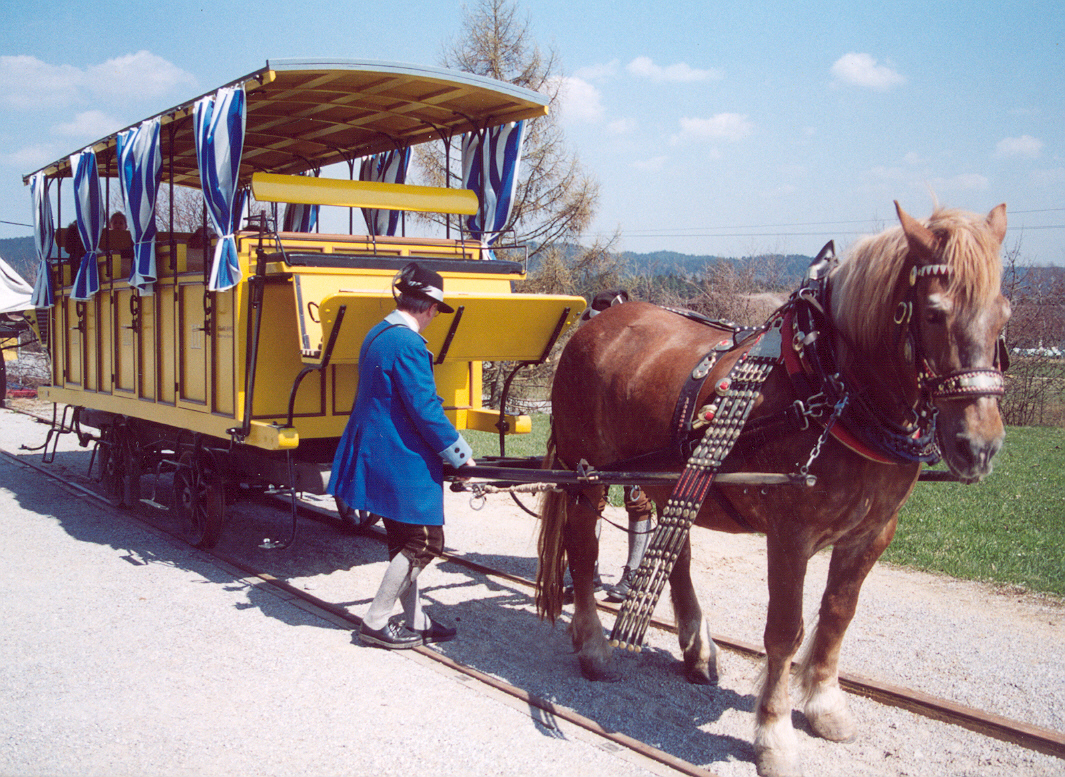
Rekonstruovaný vůz Linecko-Budějovické dráhy na obnoveném několikasetmetrovém úseku v Rakousku

- 12. února – Galapážské souostroví anektoval Ekvádor.
- 7. dubna – Velká Británie, Francie a Rusko v Londýně uznali nezávislost Řeckého království a nový trůn nabídli bavorskému princi Otovi.
- 13. dubna – Požár v Prachaticích poničil velkou část města.
- 27. května – Ota I. usedl jako první král na řecký trůn.
- 5.– 6. června – V Paříži proběhlo neúspěšné republikánské povstání.
- 1. srpna – Byl zahájen provoz na Koněspřežné železnici z Českých Budějovic do Lince, první železniční trati v Čechách.
- 15. srpna – Papež Řehoř XVI. vydal encykliku Mirari vos, ve které odsoudil svobodné zednářství.
- 3. prosince – Demokrat Andrew Jackson zvítězil v amerických prezidentských volbách.
- Otevření vodního kanálu Rideau, který spojuje Ottawu s Kingstonem
- Založení Durhamské univerzity.
- Byla zahájena činnost Priessnitzových lázní v Jeseníku.
- Ruský vědec Pavel Schilling sestrojil první elektromagnetický telegraf. Použil při tom kódování písmen s pevnou délkou značky, stejně jako u dnešních dálnopisů.
- Německý vydavatel Karl Baedeker vydal v Koblenzi prvního průvodce "Voyage du Rhin de Mayence à Cologne"
- Ve Švýcarsku je založena hodinářská firma Longines.

### Probíhající události
- 1817–1864 – Kavkazská válka

## Vědy a umění
- Nález Hylaeosaura, jednoho z prvních známých dinosaurů

## Narození

### Česko

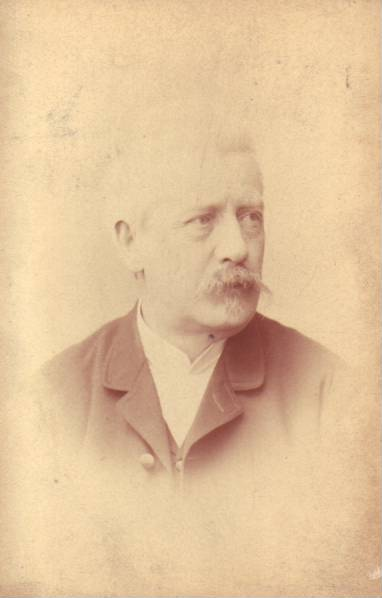
Julius Mařák (* 29. března)

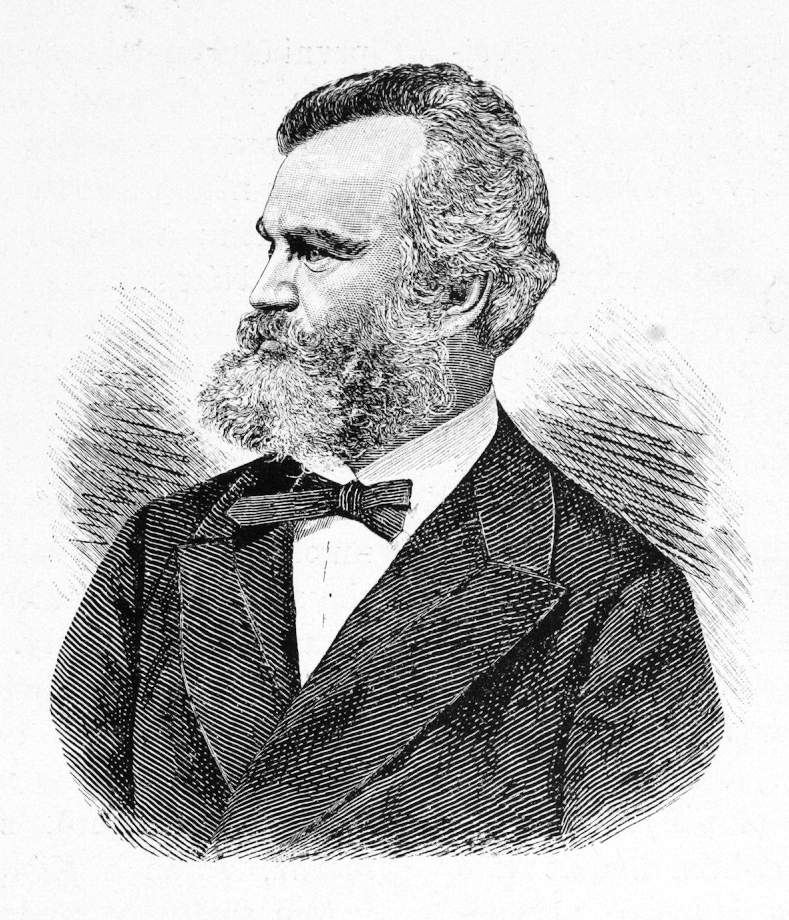
Josef Zítek (* 4. dubna)

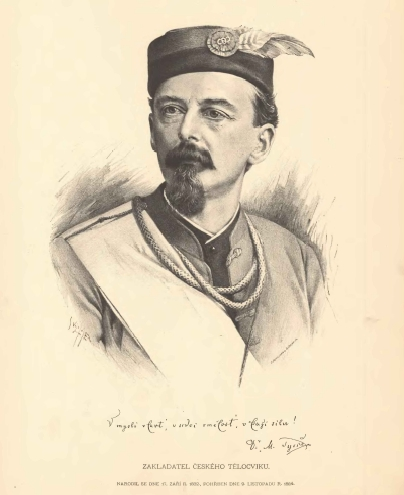
Miroslav Tyrš (* 17. září)

- 19. ledna – Ferdinand Laub, houslista a hudební skladatel († 17. března 1875)
- 15. února – Wilhelm Riedel, malíř († 12. června 1876)
- 18. března – Michael Achtner, poslanec Českého zemského sněmu († srpen 1877)
- 25. března – August Breiský, lékař a pedagog († 25. května 1889)
- 27. března – Jan Balcar, náboženský myslitel († 25. listopadu 1888)
- 29. března – Julius Mařák, malíř – krajinář († 8. října 1899)
- 31. března – Antonín Steidl, lékař a politik († 26. srpna 1913)
- 4. dubna – Josef Zítek, architekt († 2. srpna 1909)
- 1. května – Josef Lev, operní pěvec, skladatel a pedagog († 16. března 1898)
- 5. května – Ferdinand Lehmann, poslanec Českého zemského sněmu, starosta Verneřic († 15. února 1883)
- 6. května
  - Jan Ondříček, houslista, kapelník a pedagog († 13. března 1900)
  - Jan Neff, podnikatel a mecenáš († 26. srpna 1905)
- 12. května – Carl von Pohnert, poslanec říšské rady a starosta města Most († 4. ledna 1911)
- 17. května – Jan Ludwig, hobojista a hudební skladatel († 8. srpna 1875)
- 4. června – Edmund von Krieghammer, ministr války Rakouska-Uherska († 21. srpna 1906)
- 25. června – Antonín Effmert, podnikatel a politik, poslanec († 28. března 1899)
- 29. července – Jan Antonín Prokůpek, statkář, agrární aktivista a politik, poslanec († 25. února 1915)
- 30. července – Antonín Frič, přírodovědec, geolog a paleontolog († 15. listopadu 1913)
- 1. srpna – Dominik Zbrožek, český a polský geodet († 1. července 1889)
- 4. srpna – Karel Link, taneční mistr a skladatel († 4. května 1911)
- 22. srpna – Ernst Gustav Doerell, česko-německý malíř († 18. března 1877)
- 26. srpna – Vilém Jičinský, ostravský báňský odborník († 9. října 1902)
- 14. září – Josef Košín z Radostova, advokát a spisovatel († 10. listopadu 1911)
- 17. září – Miroslav Tyrš, historik umění, estetik, profesor dějin na UK, zakladatel Sokola († 8. srpna 1884)
- 20. září – Johann Joseph Abert, německý hudební skladatel, dirigent a kontrabasista pocházející z Čech († 1. dubna 1915)
- 29. září – Joachim Oppenheim, ivančický rabín a spisovatel († 27. dubna 1891)
- 5. října – Ruprecht F. X. Smolík, kněz, profesor Univerzity Karlovy, opat a politik († 22. srpna 1887)
- 12. října – Franz Pfeifer, zemědělský podnikatel, agronom a politik, poslanec († 13. února 1897)
- 22. října – August Labitzky, houslista, dirigent a hudební skladatel († 28. srpna 1903)
- 24. října – Václav Čeněk Bendl-Stránický, kněz, básník, spisovatel a překladatel († 27. června 1870)
- 1. listopadu – Eleonora Ehrenbergová, operní pěvkyně († 30. srpna 1912)
- 5. listopadu
  - Antonín Otakar Zeithammer, politik a novinář († 13. listopadu 1919)
  - Josef Smolík, matematik, numismatik a historik († 12. září 1915)
- 15. listopadu – Bohumil Bondy, podnikatel a politik, poslanec († 15. března 1907)
- 19. listopadu – Heřman z Tardy, vysoký představitel evangelické církve († 15. března 1917)
- 25. listopadu – Martin Weinfurt, učitel, spisovatel a redaktor († 30. března 1890)
- 29. listopadu – Andreas Buberl, lékař a politik, poslanec († 3. července 1907)
- 5. prosince – Wenzel Dreßler, lékař a politik německé národnosti († 13. prosince 1868)
- 6. prosince
  - Věnceslava Lužická, spisovatelka († 4. května 1920)
  - František Jan Zoubek, středoškolský profesor a historik († 29. června 1890)

### Svět

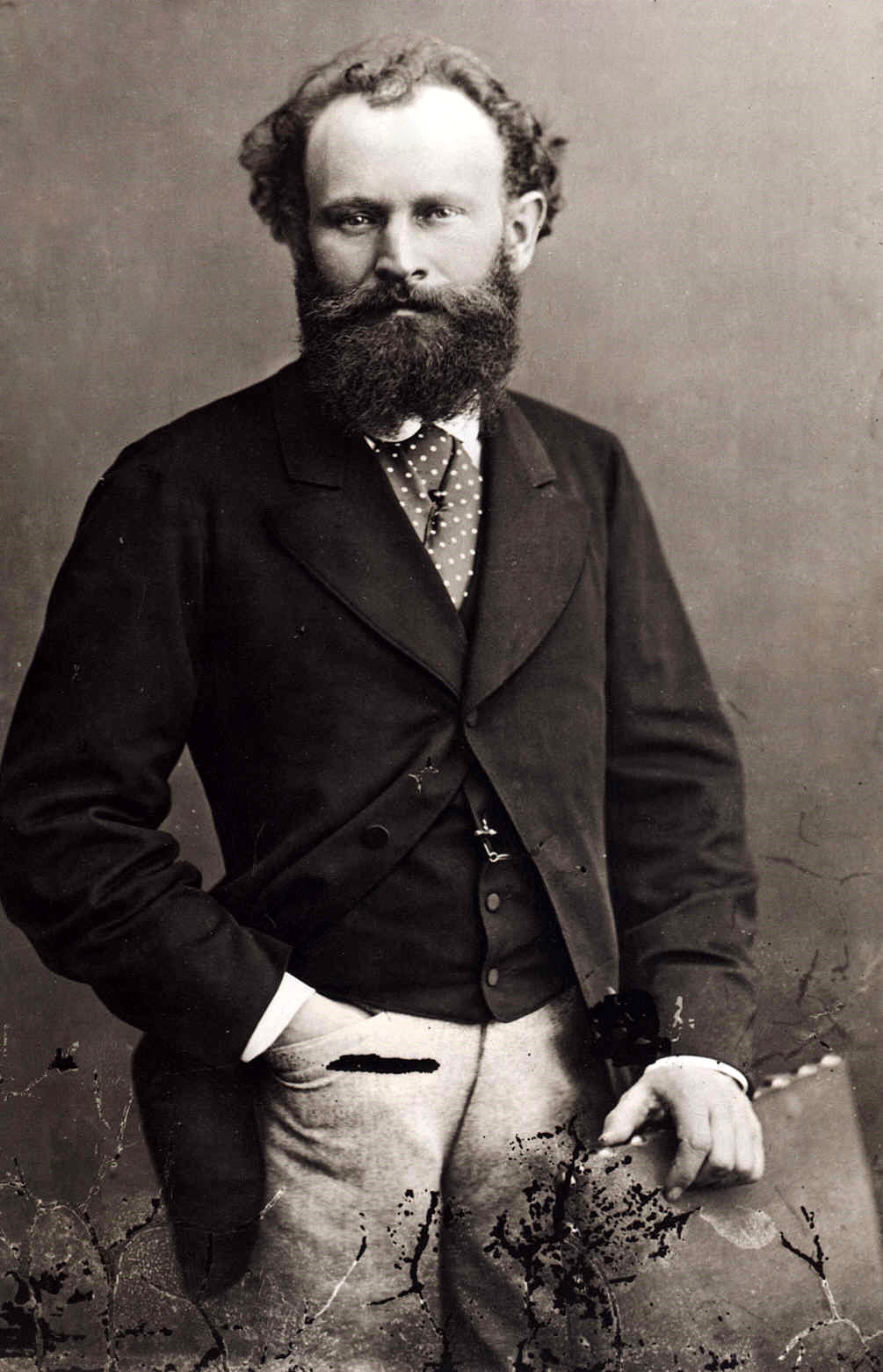
Édouard Manet (* 23. ledna)

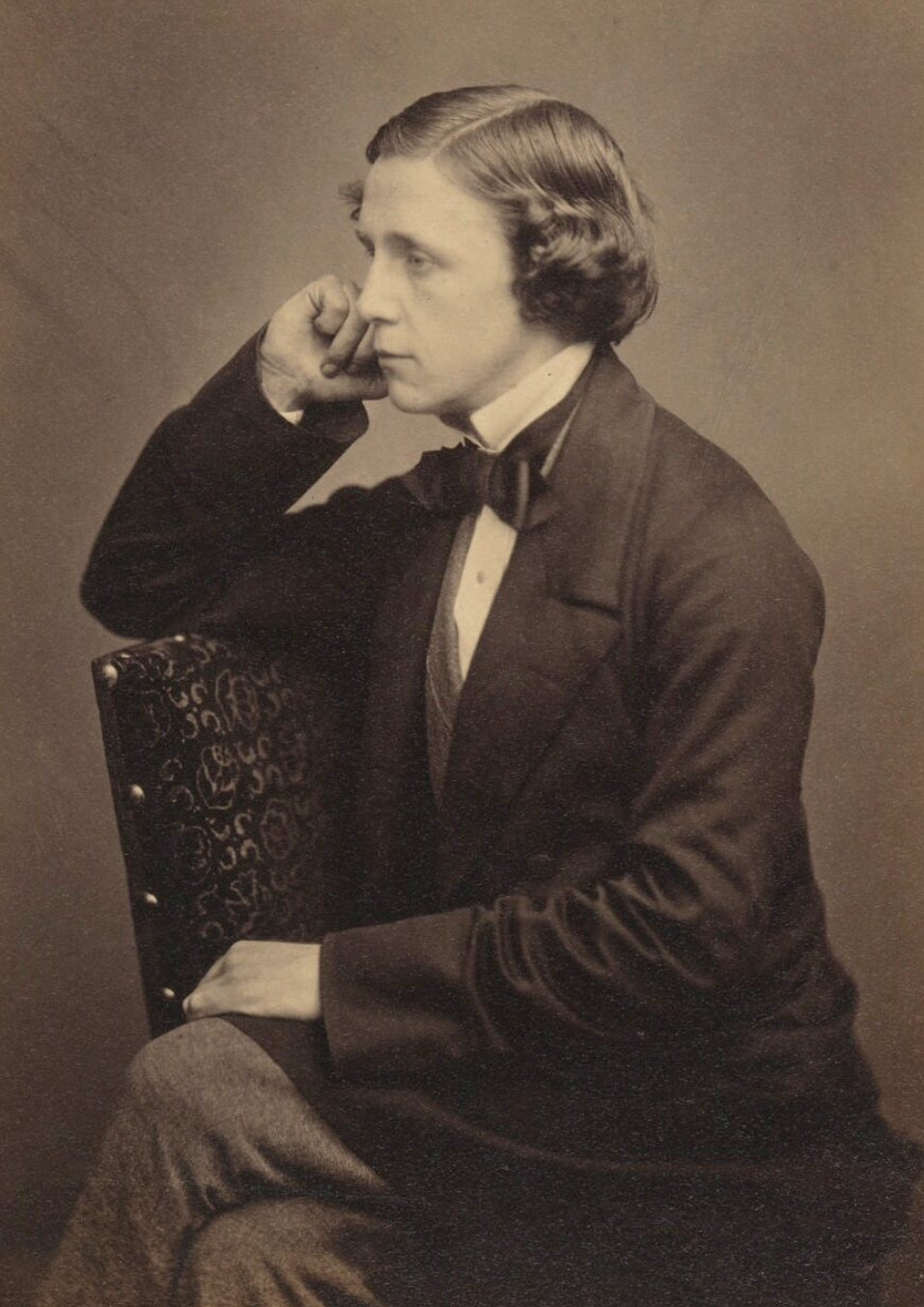
Lewis Carroll (* 27. ledna)

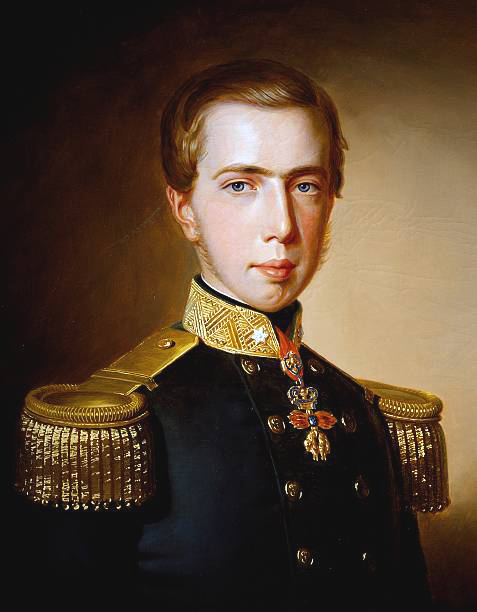
Maxmilián I. Mexický (* 6. července)

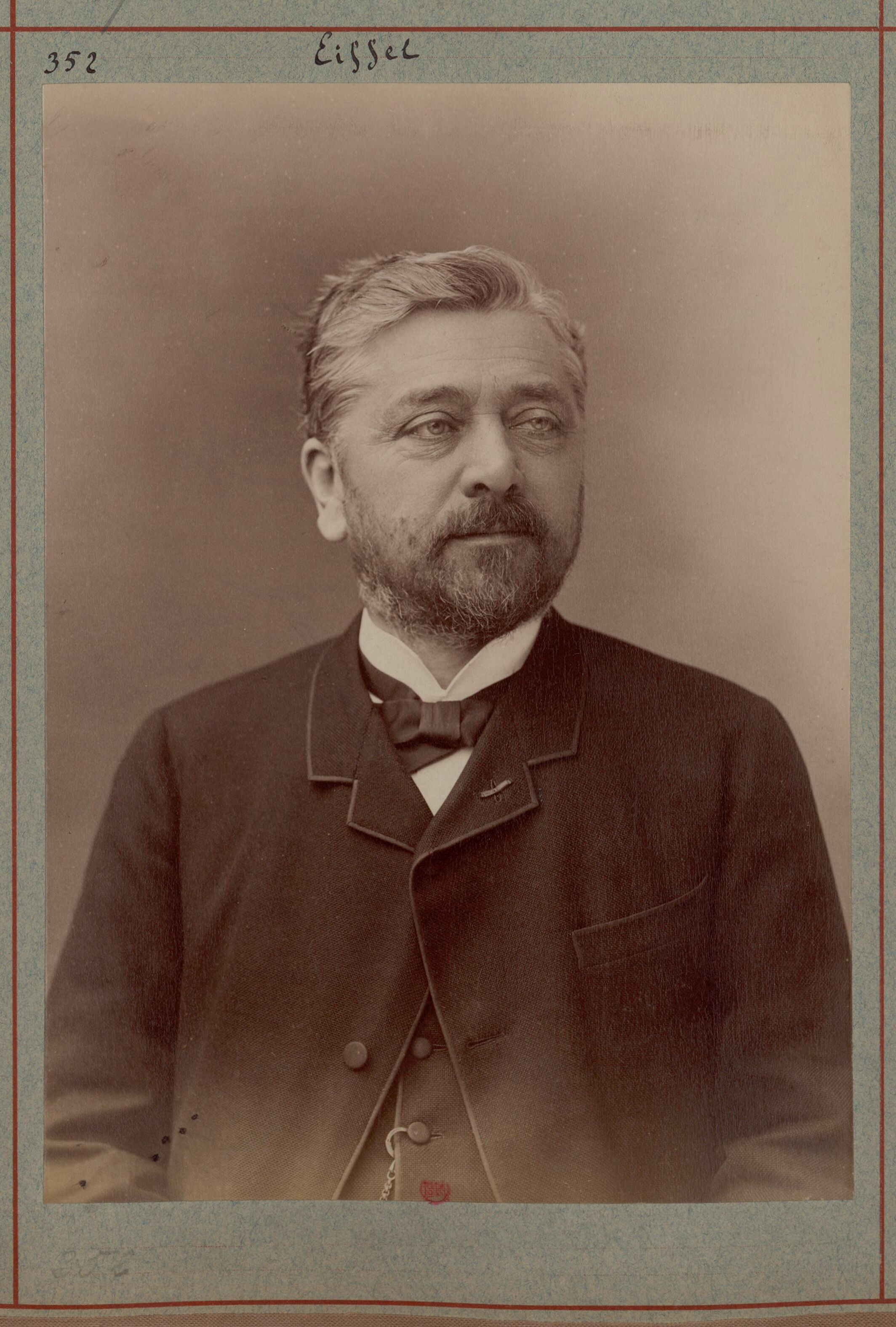
Gustave Eiffel (* 15. prosince)

- 3. ledna – Knud Knudsen, norský fotograf († 21. května 1915)
- 6. ledna – Paul Gustave Doré, francouzský malíř a grafik († 23. ledna 1883)
- 20. ledna – Alfred Desmasures, francouzský novinář, spisovatel a historik († 20. května 1893)
- 23. ledna – Édouard Manet, francouzský malíř († 30. dubna 1883)
- 25. ledna – Ivan Ivanovič Šiškin, ruský malíř a grafik († 20. března 1898)
- 27. ledna – Lewis Carroll, anglický spisovatel († 14. ledna 1898)
- 11. února – Alfred Wesmael, belgický botanik († 9. listopadu 1905)
- 12. března – Charles Friedel, francouzský chemik († 20. dubna 1899)
- 19. března – Ármin Vámbéry, uherský orientalista, jazykovědec a cestovatel († 15. září 1913)
- 26. března – Michel Bréal, francouzský filolog († 15. listopadu 1915)
- 27. března – William Quiller Orchardson, skotský malíř († 13. dubna 1910)
- 29. března – Theodor Gomperz, rakouský filozof a klasický filolog († 29. srpna 1912)
- 3. dubna – Wilhelm Fiedler, německý matematik a překladatel († 19. listopadu 1912)
- 5. dubna – Jules Ferry, francouzský právník a politik († 17. března 1893)
- 15. dubna – Wilhelm Busch, německý malíř, grafik, karikaturista a básník († 9. ledna 1908)
- 16. dubna – Ernst Giese, německý architekt († 12. října 1903)
- 19. dubna
  - José Echegaray y Eizaguirre, španělský spisovatel († 4. září 1916)
  - Lucretia Garfieldová, manželka 20. prezidenta USA Jamese A. Garfielda († 14. března 1918)
- 14. května – Rudolf Lipschitz, německý matematik († 7. října 1903)
- 14. června – Nicolaus Otto, německý konstruktér a vynálezce († 26. ledna 1891)
- 17. června
  - George Babcock, americký vynálezce a konstruktér († 16. prosince 1893)
  - William Crookes, britský chemik a fyzik († 4. dubna 1919)
- 23. června – Gustav Jäger, německý biolog, fyziolog a antropolog († 13. května 1917)
- 26. června – Gustav Meretta, rakouský architekt († 4. srpna 1888)
- 27. června – Đura Jakšić, srbský básník († 16. listopadu 1878)
- 29. června – Josef Schöffel, rakouský novinář a politik († 7. února 1910)
- 6. července – Maxmilián I. Mexický, mexický císař z rodu Habsburků († 19. června 1867)
- 23. července – Adolf Pollitzer, maďarský houslista († 14. listopadu 1900)
- 2. srpna – Henry Steel Olcott, právník, novinář, jeden ze zakladatelů Teosofické společnosti († 17. února 1907)
- 3. srpna – Ivan Zajc, chorvatský hudební skladatel († 16. prosince 1914)
- 7. srpna – Max Lange, německý šachový mistr († 8. prosince 1899)
- 8. srpna – Jiří I. Saský, saský král († 15. října 1904)
- 15. srpna – Pierre Petit, francouzský litografik a fotograf († 16. února 1909)
- 16. srpna
  - Wilhelm Wundt, německý lékař, fyziolog a psycholog († 31. srpna 1920)
  - Charles Roscoe Savage, britský fotograf († 4. února 1909)
- 16. září – George Washington Custis Lee, syn generála Roberta Edwarda Lee († 18. února 1913)
- 22. září – Hermann Zabel, německý botanik († 26. dubna 1912)
- 1. října – Caroline Harrisonová, manželka 23. prezidenta USA Benjamina Harrisona († 25. října 1892)
- 2. října – Sir Edward Burnett Tylor, anglický antropolog († 2. ledna 1917)
- 21. října – Paul Poggendorff, německý agronom a spisovatel († 27. února 1910)
- 25. října – Michail Nikolajevič Ruský, nejmladš syn ruského cara Mikuláše I. († 18. prosince 1909)
- 17. listopadu – Egon Thurn-Taxis, německý šlechtic († 8. února 1892)
- 18. listopadu – Adolf Erik Nordenskjöld, finsko-švédský botanik, geolog a cestovatel († 12. srpna 1901)
- 29. listopadu – Louisa May Alcottová, americká spisovatelka († 6. března 1888)
- 5. prosince – Charles Yriarte, francouzský spisovatel a novinář († 10. dubna 1898)
- 8. prosince – Bjørnstjerne Bjørnson, norský spisovatel († 26. dubna 1910)
- 12. prosince – Peter Ludwig Mejdell Sylow, norský matematik († 7. září 1918)
- 15. prosince – Gustave Eiffel, francouzský konstruktér († 27. prosince 1923)
- 27. prosince – Pavel Treťjakov, ruský mecenáš, první ředitel Treťjakovské galerie († 16. prosince 1898)
- 28. prosince – Gustav Kálnoky, ministr zahraničí Rakouska-Uherska († 13. února 1898)
- ? – Johannes Jaeger, německý fotograf († 1908)
- ? – William H. Mumler, americký podvodník se „spirituální fotografií“ († 1884)
- ? – Kadri Paša, osmanský státník, reformátor a velkovezír († 1884)

## Úmrtí

### Česko

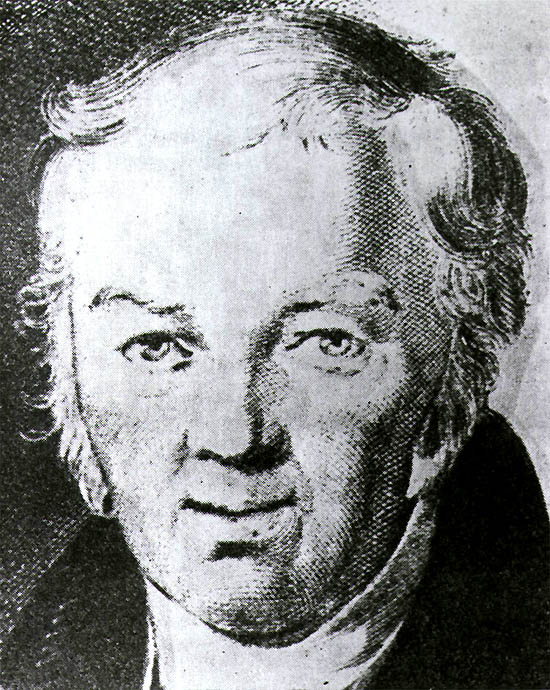
František Josef Gerstner († 25. června)

- 10. ledna – František Xaver Faulhaber, kněz a univerzitní pedagog (* 1760)
- 27. března – Tomáš Josef Povondra, teolog (* 25. ledna 1786)
- 29. března – Antonín Borový, skladatel (* 12. června 1755)
- 23. dubna – Václav Vilém Würfel, klavírista, hudební skladatel a pedagog (* 6. května 1790)
- 4. července – Antonín Josef Zíma, spisovatel, buditel a knihtiskař (* 12. května 1763)
- 25. července – František Josef Gerstner, matematik a fyzik (* 23. února 1756)

### Svět

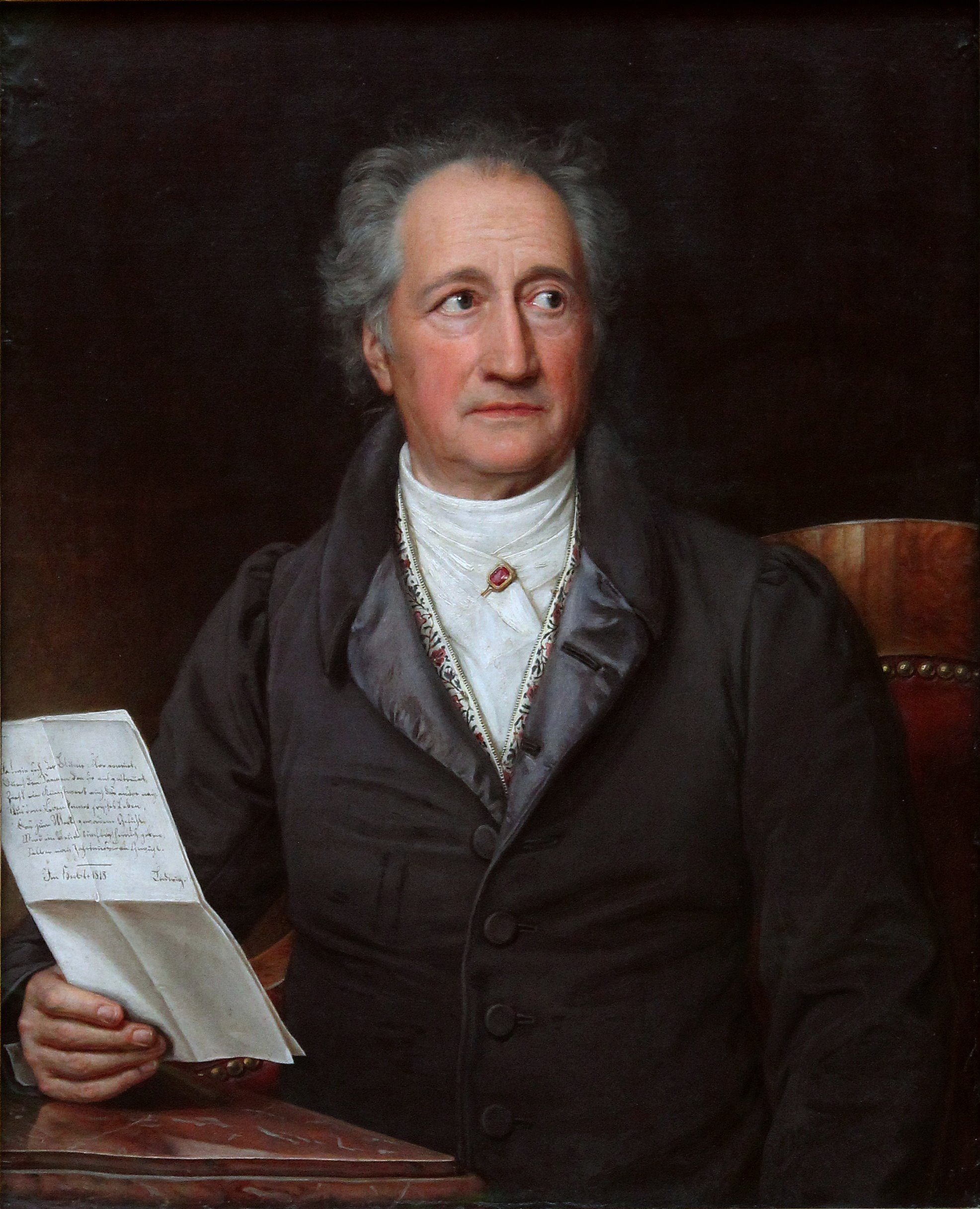
Johann Wolfgang von Goethe († 22. března)

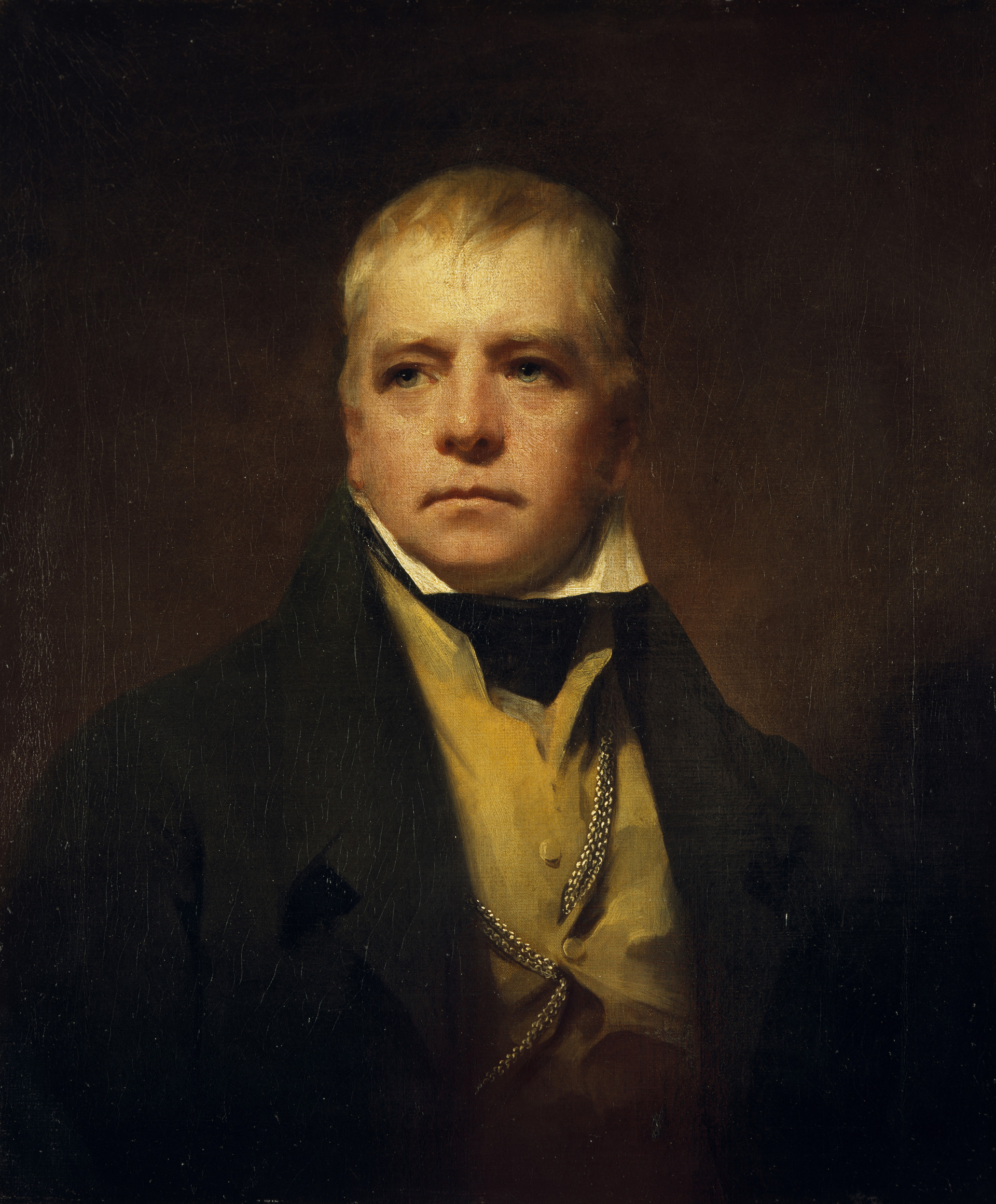
Walter Scott († 21. září)

- 21. ledna – Bohuslav Tablic, slovenský básník, literární historik a kněz (* 6. září 1769)
- 28. ledna – Augustin Daniel Belliard, francouzský generál (* 23. března 1769)
- 3. února – George Crabbe, anglický básník (* 24. prosince 1754)
- 4. března – Jean-François Champollion, francouzský archeolog a egyptolog (* 12. prosince 1790)
- 10. března – Muzio Clementi, italský hudební skladatel (* 23. ledna 1752)
- 15. března – Otto Wilhelm Masing, estonský národní buditel a jazykovědec (* 8. listopadu 1763)
- 22. března – Johann Wolfgang von Goethe, německý spisovatel, přírodovědec a filozof (* 28. srpna 1749)
- 24. března – Marie Anna Saská, velkovévodkyně toskánská (* 15. listopadu 1799)
- 26. března – Corentin de Leissegues, francouzský námořní důstojník (* 29. srpna 1758)
- 13. května – Georges Cuvier, francouzský zoolog (* 23. srpna 1769)
- 22. května – Karolína Ferdinanda Habsbursko-Lotrinská, rakouská arcivévodkyně a saská korunní princezna (* 8. dubna 1801)
- 31. května – Évariste Galois, francouzský matematik (* 25. října 1811)
- 5. června – Kaahumanu, havajská královna (* 17. března 1768)
- 6. června – Jeremy Bentham, britský právní teoretik, osvícenský filosof, zakladatel utilitarismu (* 15. února 1748)
- 21. června – Amálie Hesensko-Darmstadtská, dědičná bádenská princezna (* 20. června 1754)
- 22. července – Napoleon II., syn Napoleona I. (* 20. března 1811)
- 24. srpna – Nicolas Léonard Sadi Carnot, francouzský fyzik, zakladatel termodymaniky (* 1. června 1796)
- 19. července – Henri François Berton, francouzský hudební skladatel (* 3. května 1784)
- 28. července – Joseph Schreyvogel, rakouský spisovatel (* 27. března 1768)
- 21. září – Walter Scott, skotský básník a prozaik (* 15. srpen 1771)
- 27. září – Karl Christian Friedrich Krause, německý filozof a spisovatel (* 6. května 1781)
- 30. září  – Elżbieta Jaraczewska, polská spisovatelka (* 10. ledna 1791)
- 14. listopadu
  - Rasmus Rask, dánský filolog (* 22. listopadu 1787)
  - Jean-Baptiste Say, francouzský ekonom (* 5. ledna 1767)
- ? – Philibert Borie, francouzský lékař, pařížský starosta (* 1759)
- ? – Augustin Félix Fortin, francouzský malíř a sochař (* 1763)
- ? – José de la Serna e Hinojosa, španělský generál a koloniální úředník (* 1770)

## Hlavy států
- Francie – Ludvík Filip (1830–1848)
- Království obojí Sicílie – Ferdinand II. (1830–1859)
- Osmanská říše – Mahmut II. (1808–1839)
- Prusko – Fridrich Vilém III. (1797–1840)
- Rakouské císařství – František I. (1792–1835)
- Rusko – Mikuláš I. (1825–1855)
- Spojené království – Vilém IV. (1830–1837)
- Španělsko – Ferdinand VII. (1813–1833)
- Švédsko – Karel XIV. (1818–1844)
- USA – Andrew Jackson (1829–1837)
- Papež – Řehoř XVI. (1830–1846)
- Japonsko – Ninkó (1817–1846)
- Lombardsko-benátské království – Rainer Josef Habsbursko-Lotrinský